# Trebelno pri Palovčah
Trebelno pri Palovčah este o localitate din comuna Kamnik, Slovenia, cu o populație de 9 locuitori.